# Mesostigma viride
Espèce
Mesostigma viride est une espèce d'algues vertes de la famille des Mesostigmataceae. 